# Paralyzed
|  | Denne artikel er oprettet af botten Steenthbot ud fra en ekstern database. Den kan derfor have sproglige fejl eller mangler. Denne skabelon kan fjernes efter kontrol af indholdet. |

Paralyzed er en dansk børnefilm fra 2016 instrueret af Jeanett Lavindsgaard.

## Handling
Katrine er taget på weekendtur i sommerhus med vennerne og kæresten. Hun har en hemmelighed, som hun gerne vil fortælle de andre, men midt i festlighederne gør de den fejl at spille ånden i glasset. Der er noget, som slipper ud og så småt begynder at invadere sommerhuset og deres drømme.
Hvad vil denne nye beboer, og hvorfor går vedkommende resolut efter Katrine?

## Medvirkende
- Martha Overgaard Bach, Katrine
- Simon Bradley, Marcus
- Emma Katrine Jørgensen, Lilith
- Ann Sofie Fit Jansdahl, Debora
- Cecilie Møller, Sara
- Johan B.B. Nielsen, Peter
- Julie Darum, Kvinde